# John MacLean (socjalista)

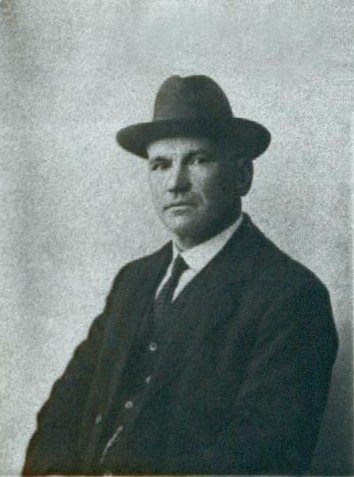
John MacLean

John Maclean (ur. 24 sierpnia 1879 w Pollokshaws, zm. 30 listopada 1923) – szkocki nauczyciel i działacz socjalistyczny, przeciwnik I wojny światowej, jedna z czołowych postaci okresu „Czerwonego Clydeside”. Jego aresztowanie za działalność antywojenną dało mu sławę i uznanie międzynarodowe. Został honorowym wiceprezesem Zjazdu Sowietów oraz bolszewickim reprezentantem w Szkocji.

## Wczesne lata życia
MacLean urodził się w Pollokshaws, wówczas na przedmieściach Glasgow. Jego ojciec Daniel (1845-1888) pochodził z wyspy Mull, jego matka Ann (1846-1914) z Corpach. Wychowano go w duchu kalwinizmu. MacLean kształcił się na nauczyciela pod okiem Wolnego Kościoła Szkocji. Zaocznie studiował na Uniwersytecie Glasgow, uzyskując w 1904 r. tytuł magistra.

## Zaangażowanie polityczne
Pierwszymi organizacjami, których Maclean był członkiem to Pollokshaws Progressive Union oraz Merrie England. Przekonany, że poprawa warunków bytowych klas robotniczych możliwa jest tylko w drodze rewolucji socjalnej, wstąpił do Federacji Socjaldemokratycznej, która przekształciła się później w Brytyjską Partię Socjalistyczną.
MacLean był również aktywnym członkiem Co-operative Movement oraz wspomagał Renfrewshire Co-operative Societies w działalności zmierzającej do wprowadzenia w szkołach dla dorosłych fakultetów z ekonomii.

## Marksista
Po wybuchu I wojny światowej jego poglądy polityczne zradykalizowały się, aczkolwiek wciąż współpracował z bardziej umiarkowanymi działaczami socjalistycznymi. Był gorącym przeciwnikiem wojny, którą uważał za wojnę imperialistów, która dzieliła klasę robotniczą.
Jego działalność szybko zwróciła na siebie uwagę władz. W 1915 r. został aresztowany na podstawie Defence of the Realm Act, a rada szkolna Govan skreśliła go z listy nauczycieli w Lorne Street School. W konsekwencji MacLean w całości poświęcił się działalności wykładowcy marksistowskiego. Organizował wykłady dla robotników Glasgow na temat teorii Marksa. Niedługo potem założył Scottish Labour College.
Był zaangażowany w działalność środowisk antywojennych. W 1916 r. został z tego powodu więziony, ale wypuszczono go w 1917 r.

## Stosunek do Rosji
W styczniu 1918 r. MacLean został wybrany prezesem Trzeciego Wszechrosyjskiego Zjazdu Sowietów, a miesiąc później mianowano go bolszewickim konsulem w Szkocji. MacLean ustanowił konsulat przy 12 Portland Street w Glasgow, ale nie został on uznany przez rząd brytyjski.

## Proces i uwięzienie
15 kwietnia 1918 r. MacLean został aresztowany pod zarzutem nawoływania do buntu. Sąd odmówił wypuszczenia go za kaucją i proces rozpoczął się 9 maja w Edynburgu. MacLean nie skorzystał z prawa do adwokata i sam prowadził swoją obronę. Na pytanie sędziego czy ma jakieś zastrzeżenia do członków ławy przysięgłych odpowiedział: Mam dużo zastrzeżeń do każdego z nich. Oskarżenie opierało się na zeznaniach jednego z uczestników wieców na których przemawiał MacLean, który spisał fragmenty jego przemówień zaraz po wiecach. MacLean odrzucił jego zeznania, twierdząc, że jego słowa zostały wyrwane z kontekstu.
Przed ławą przysięgłych MacLean wygłosił 75-minutowe przemówienie, które wykorzystał do ataku na system kapitalistyczny. Został skazany na 5 lat pracy przymusowej i osadzony w więzieniu Peterhead niedaleko Aberdeen. Wkrótce rozpoczęła się jednak kampania mająca na celu uwolnienie MacLeana. Po zakończeniu wojny MacLean został 3 grudnia zwolniony z więzienia. Wrócił do Glasgow witany przez tłumy.

## Partia Komunistyczna
Pomimo iż Brytyjska Partia Socjalistyczna weszła w skład właśnie utworzonej Komunistycznej Partii Wielkiej Brytanii, MacLean nie wstąpił do CPGB, chociaż popierał Międzynarodówkę Komunistyczną. Próbował natomiast utworzyć Szkocką Partię Komunistyczną. Partia zmieniła wkrótce nazwę nd Komunistyczną Partię Pracy i zrezygnowała z części postulatów MacLeana, co sprawiło, że ten opuścił szeregi partii.

## Republikański socjalizm
W tym czasie MacLean utworzył Szkocką Robotniczą Partię Republikańską w której połączył doktrynę komunistyczną z postulatem szkockiej niepodległości. Nawoływał do utworzenia Szkockiej Republiki Komunistycznej

## Śmierć i dziedzictwo
Pobyt w więzieniu Peterhead zrujnował zdrowia MacLeana, który był przymusowo karmiony podczas strajku głodowego. Kiedy zmarł w 1923 r. w jego pogrzebie w Glasgow uczestniczyły tysiące ludzi.
Na jego dziedzictwo powoływali się zarówno szkoccy nacjonaliści, jak i ruch robotniczy. Za spadkobierców MacLeana uważają się członkowie Szkockiej Partii Socjalistycznej.